# Leucadendron brunioides

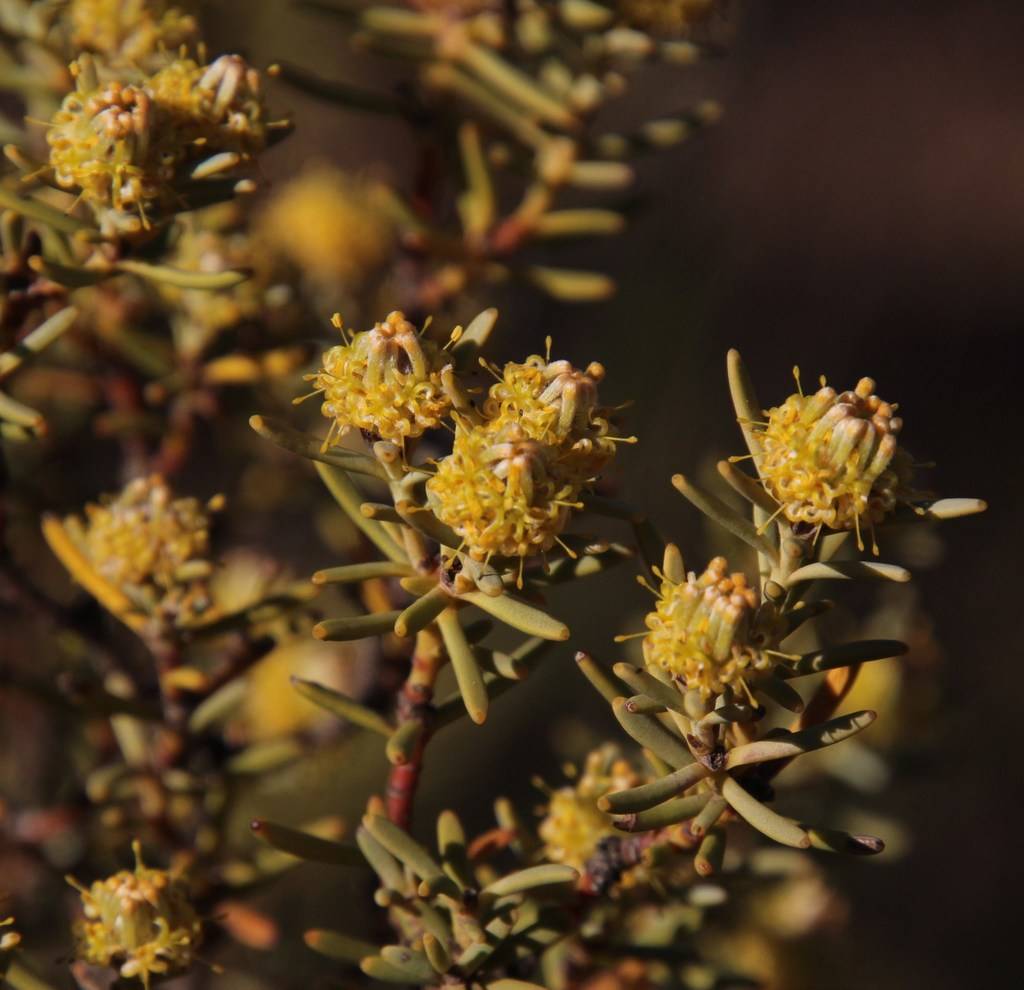
Brunioides

Leucadendron brunioides är en tvåhjärtbladig växtart som beskrevs av Meissn.. Leucadendron brunioides ingår i släktet Leucadendron och familjen Proteaceae. Utöver nominatformen finns också underarten L. b. flumenlupinum.